# Lange Renne
De Lange Renne (Lange Rinne)  is een vlak bij de Rijn gelegen langwerpig meer in de Duitse deelstaat Noordrijn-Westfalen. Het meer vormt de oostelijke grens van Mehr en de westelijke grens van Hamminkeln.
De Lange Renne heeft een oppervlakte van 0,193 vierkante kilometer en een maximale diepte van 10,49 meter.
Het ontstaan van het meer wordt toegeschreven aan de verplaatsing van de Rijn, maar meer recent wordt ook aan een kunstmatig ontstaan gedacht tijdens de vroeg-Romeinse aanwezigheid op de rechter Rijnoever (zie ook Drususgracht).